# 双吉街道
双吉街道，是中华人民共和国吉林省吉林市昌邑区下辖的一个街道办事处。

## 行政区划
双吉街道下辖以下地区：
双飞社区和双翔社区。